# (16233) 2000 FA12
A (16233) 2000 FA12 a Naprendszer kisbolygóövében található aszteroida. A LINEAR projekt keretében fedezték fel 2000. március 31-én.